# Нунавут
Нунавут (инуктитут: ᓄᓇᕗᑦ, енгл. Nunavut, фр. Nunavut), једна је од три канадских територија. Највећа је од свих канадских конституената и најновија је чланица федерације - званично од 1. априла 1999. године. То је прва значајнија промена политичке мапе Канаде од 1949. године и инкорпорације Њуфаундленда и Лабрадора.
Истовремено, Нунавут је далеко најмање настањена област у Канади и свету. На територији отприлике величине западне Европе настањено је свега 31.556 људи.
Највећи и главни град је Икалуит (Iqaluit)

## Географија
Нунавут има површину од 1.932.255 km² копна и 160.935 km² унутрашњих вода. Територија обухвата део континенталне северне Канаде, већи део Арктичког архипелага и сва острва у Хадсоновом заливу, Џејмсовом заливу и Заливу Унгава, који су некада припадали Северозападним територијама. По површини Нунавут је пета највећа административна јединица на свету.
Нунавут се граничи са Северозападним територијама на копну и на неколико острва, са Манитобом на југу и Саскачеваном на југозападу. Постоји и мајушна граница са Њуфаундлендом и Лабрадором на острву Килиник.
Нунавут је подељен на три региона која немају локалне органе управе: Китикмеот, Кивалик и Кикикталуик.
Највиши врх Нунавута је врх Барбо на 2616 m на острву Елсмир.
Са густином насељености од 0,015 становника по километру квадратном, то је једна од најређе насељених подручја на свету.

### Клима
Количине падавина су екстремно ниске. У пределима Арктика северно од арктичког круга годишње падне мање од 200 милиметара падавина, због чега се ова област назива „поларна пустиња“. У осталим деловима Нунавута количина падавина је ретко већа од 600 милиметара, осим у подручју Икалуита где годишње падне око 600 милиметара талога. У региону Кивалик зими падне око 76 центиметара снега, а на деловима Бафиновог острва до 200 центиметара.
Иако је количина падавина мала, територије Нунавута и Северозападних територија обухватају 9% залиха слатке воде у свету.
Током дугих поларних ноћи температуре у арктичком региону падају веома ниско, често до -50 °C. Средња јануарска температура у Нунавуту је -20 °C.
У прелазном периоду од априла да средине јуна, од 50 до 80% сунчеве светлости се рефлектује (албедо ефекат). Тек када се снег отопи повећава се моћ топлотне апсорпције земљишта. Кратко лето траје од средине јуна до августа када температуре земљишта прелазе у плус. Само у јужном делу Нунавута средње јулске температуре достижу +10 °C.
Овако тешки климатски услови су проблем за све облике живота, а посебна додатна околност су јаки ветрови. Телесна температура људи и животиња се у оваквим условима много брже губи. Тај ефекат се назива субјективна температура (виндчил), и може да при брзини ветра од 40 км/ч учини да се објективна температура од -12 °C осећа као -34 °C. Таква температура може да изазове озбиљне промрзлине. Осам месеци годишње у Нанавуту дувају хладни арктички ветрови тако да се мора рачунати са овим ефектом.

#### Пермафрост
Једна од најзначајнијих карактеристика арктичке климе је пермафрост. То је стално залеђено земљиште, а постоји и периодично залеђено земљиште. Стално залеђено земљиште у Канади покрива око 3 милиона квадратних километара, а још око милион је повремено залеђен. Пермафрост је настао у последњем леденом добу, пре више од 10.000 година. Залеђено тле на Мелвиловом острву иде у дубину до 500 m. Коси, тангенцијални, Сунчеви зраци могу током кратких лета да отопе само око 50 центиметара тла. Пермафрост утиче на изградњу кућа и станова, комуналну мрежу, рударство и путеве.
Јужна граница пермафроста је област тундри без дрвећа. Она се протеже до јужних обала Хадсоновог залива и до близу јужне обале Бафиновог острва. Нунавут је, стога, готово у потпуности у области тундри, изузев тајги на југозападу.

### Фауна
За домородачке народе области тундре животиње су биле кључни фактор опстанка. Копнене и морске животиње су обезбеђивале храну, одећу и служиле за израду алатки. Опстанак арктичких врста није био угрожен до доласка „белих људи са југа“.
За Инуите су од посебног значаја били карибуи и мошусна говеда, што је делом случај и данас. Укупан број карибуа се значајно смањио у 20. веку, услед интензивног лова, повећања броја вукова, шумских пожара и људске активности. Процењује се да их је 1930-их било преко 2 милиона, да би их 40 година касније остало око пола милиона.
На сличан начин, мошусна говеда су постала готово изумрла због превеликог инуитског лова, тако да је 1917. уведена забрана лова. Број говеда се до 1969. повећао на око 15.000 јединки.
Поред карибуа и мошусног говеда овде још живе бели медведи, поларни вукови, ждеравци, поларне лисице, поларни зечеви, леминзи и разне веверице. Зачудо, Скупштина Нунавута за званичну животињу територије није изабрала ниједну од ових врста, већ пса хаскија.
У Нунавуту живе велике колоније птица, укључујући ретке норвешке и сиве соколове. Током летњих месеци овде се гнезди око 80 птичијих врста, посебно на острву Бајлот.
Рибље врсте нису разноврсне (углавном језерска златовчица и језерска пастрмка), али има пуно рибе у језерима и рекама у приобаљу. Ту живе и бројни морски сисари: гренландски кит, белуга, нарвал, брадата фока, Phoca hispida, атлантски морж.

### Флора
Арктичка клима, са кратким и релативно хладним летима, дугим зимама са екстремно ниским температурама и јаким ветровима, са мало падавина, утицала је да се на пермафросту не формира плодно земљиште. Танки слојеви хумуса формирали су се једино на површинама (обично падинама) које су могле да упију влагу.
Под таквим условима вегетација је оскудна. Регион западно од Хадсоновог залива је неплодна гола пустара. Екстремна хладноћа утиче на спор раст биљака. Неки арктички лишајеви за 100 година повећају свој пречник за пола центиметра, па је чак и бактеријско распадање у хладним и сушним условима успорено. Густина растиња и разноврсност врста опада од југа ка северу. Док су на јужном континенталном подручју честе траве, Faboideae, каменике (Saxifragaceae), врбе и Ericaceae, на Бафиновом и осталим северним острвима на повољним местима расту углавном маховине и лишајеви. На минералним подлогама оријентисаним ка југу расту маслачци и растиње карактеристично за камењаре: пузава камењарка, астрагалус, Erigeron canadensis L., бореална ружа и арктички мак.

## Историја
Домородачко становништво је присутно у Нунавуту већ 4000 година. Први писани запис о контактима са Инуитима у овој области оставио је 1576. енглески истраживач Мартин Фробишер.

## Становништво
| 1996.  | 2001.  | 2006.  | 2011.  | 2016.  |
| ------ | ------ | ------ | ------ | ------ |
| 24.730 | 26.745 | 29.474 | 31.906 | 35.944 |

| насеље       | 2006. | 2001. | раст  |
| ------------ | ----- | ----- | ----- |
| Икалуит      | 6.184 | 5.236 | 18,1% |
| Ранкин Инлет | 2.358 | 2.177 | 8,3%  |
| Арвијат      | 2.060 | 1.899 | 8,5%  |
| Бејкер Лејк  | 1.728 | 1.507 | 14,7% |
| Иглулик      | 1.538 | 1.286 | 19,6% |

По попису становништва из 2006. Нунавут је имао 29.474 становника, од којих се 24.640 изјаснило као Инуити (83,6% становништва), 100 као Индијанци (0,34%), 130 Метиси (0,44%) и 4.410 као недомороци (14,96%).
Раст становништва у Нунавуту је већ деценијама виши од канадског просека. Између априла и јула 2009. овај раст је износио 0,68%. Ипак, значајан је и одлив инуитског становништва које одлази у потрази за бољим пословима.

### Језик
Заједно са инуктитутом и инуинактуном, званични су још енглески и француски језик.
На питање о матерњем језику на попису становништва, добијени су следећи резултати: инуктитут 69,54%, енглески 26,75%, француски 1,27%, инуинактун 1,02%.

### Вероисповест
Највеће религијске заједнице по попису из 2001. биле су: Англиканска црква 15.440 (58%), Римокатоличка црква 6.205 (23%) и Пентекостална црква 1.175 (4%).

## Привреда
Федерална територија Нунавут има годишњи буџет од 700 милиона канадских долара, који готово у потпуности долази из канадског буџета. Укупан БНП је 2007. био 1.371 милиона кан. $.
Од привредних активности значајни су лов на фоке, рударство, туризам и израда уметничких предмета и сувенира.